# Farouk Yanine Díaz
Farouk Yanine Díaz (Gramalote, Norte de Santander, 1937-Bogotá, 28 de agosto de  2009) fue un militar colombiano, General del Ejército Nacional de Colombia, vinculado a los grupos paramilitares.

## Biografía
Nacido en Gramalote (Norte de Santander), de descendencia palestina, a los 18 años inició su carrera militar con el ingreso a la Escuela de Infantería. Perteneció al Batallón Colombia. Graduado de la Escuela Militar de Cadetes General José María Córdoba, en diciembre de 1956.
Conocido como el Pacificador del Magdalena Medio, por su participación en el Conflicto armado interno de Colombia durante sus 38 años de carrera militar y en los enfrentamientos en esa región entre la Fuerza Pública, los paramilitares y las guerrillas de las FARC-EP, el ELN y el EPL. Dirigió la  Escuela Militar de Cadetes General José María Córdoba entre diciembre de 1985 y enero de 1988. Fue Comandante de la V Brigada y la XIV Brigada con sede en Puerto Berrío (Antioquia) y Comandante de la Segunda División del Ejército Nacional, entre 1988 y 1989.
Entre 1989 y 1992 ejerció como inspector general de las Fuerzas Militares, jefe del Estado Mayor del Ejército Nacional y jefe del Estado Mayor Conjunto del Comando General de las Fuerzas Militares, fue el artífice de la activación de las Brigadas Móviles Número 1 y 2, destinadas a la lucha contraguerrilla y conformadas por los entonces llamados soldados voluntarios. Se retiró en 1993. Fue miembro del Colegio Interamericano de Defensa.
Fue detenido en 1996 e investigado por vinculación al paramilitarismo por los casos de la Masacre de 19 comerciantes de Santander en 1987, la Masacre de Segovia (Antioquia) en 1988,  la Masacre de la Rochela en 1989, (la Corte Interamericana de Derechos Humanos, condenó al Estado colombiano el 11 de mayo de 2007 por la masacre y ordenó reabrir el proceso) y su vinculación a las Autodefensas Campesinas del Magdalena Medio, acusado por el paramilitar Alonso de Jesús Baquero, alias ‘Vladimir’, y por Diego Fernando Murillo Don Berna En 1997, fue absuelto por la justicia penal militar, y en 1999 demando al Estado Colombiano.

## Muerte
Falleció por cáncer a los 72 años, en el Hospital Militar Central de Bogotá.